# Jaroslav Brožek
Jaroslav Brožek (6. února 1923, Kněževes, okres Blansko – 22. ledna 2019) byl český teoretik v oboru barev, výtvarný pedagog, metodik a malíř. Vydal řadu významných publikací pojednávajících o barvě a jejích účincích na lidské vnímání, spolu s dalšími autory připravil učebnice výtvarné výchovy pro základní školy, působil jako zpočátku středoškolský, později vysokoškolský učitel, zabýval se malířskou tvorbou.

## Život
Jaroslav Brožek byl nejstarším synem ze čtyř dětí Marie a Jaroslava Brožkových. Navštěvoval Gymnasium v Jevíčku a Boskovicích, kde na něj zapůsobil tamější profesor Bohdan Lacina natolik, že se rozhodl zasvětit svůj život umění a školství. V Praze studoval u Cyrila Boudy, Martina Salcmana a Karla Lidického pedagogický obor výtvarná výchova, modelování a deskriptivní geometrie. Po vystudování dostal v roce 1949 umístěnku do Teplic v severních Čechách.

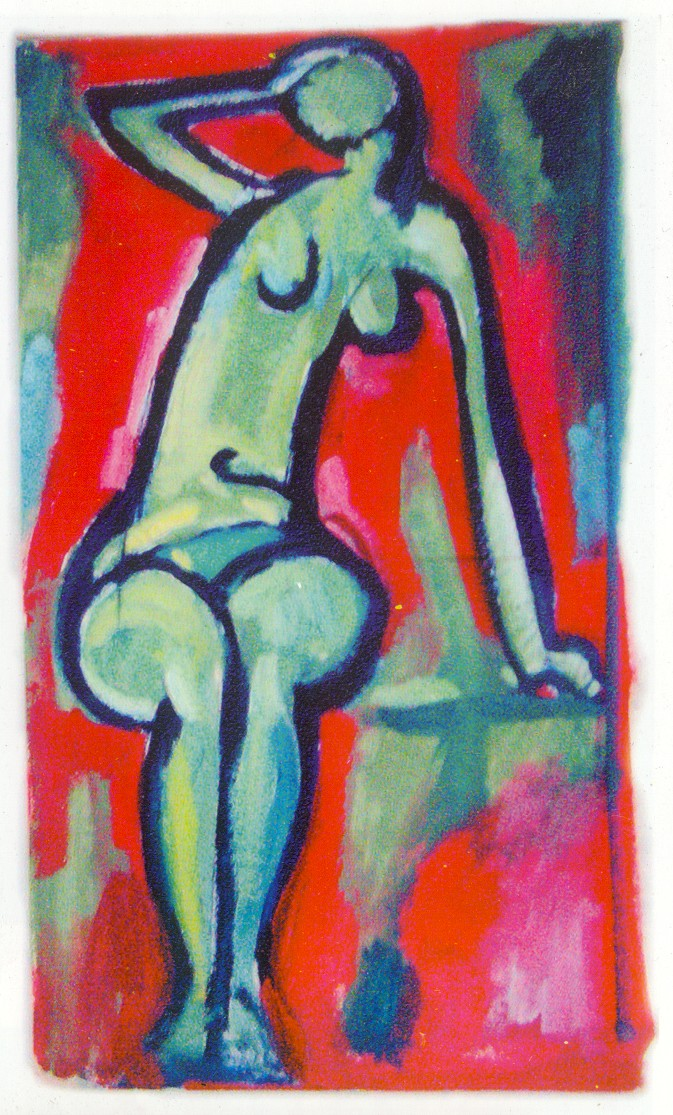
"Sedící akt", 1963, tempera, 64x36 cm;

V roce 1959 byl vyzván, aby společně s dalšími kolegy připravil výuku výtvarné výchovy na tehdejším Pedagogickém institutu v Ústí nad Labem, který se později přeměnil na pedagogickou fakultu. Kromě pedagogické činnosti se intenzivně zabýval teorií barvy a přednášel na toto téma na několika zahraničních kongresech, např. v Lucernu, Drážďanech, Stockholmu. Zvyšoval rovněž svou vědeckou odbornost, získal titul kandidát věd za práci v oboru Teorie barvy. Spolupracoval s Jaromírem Uždilem na publikaci Výtvarná výchova a jako vedoucí autorského kolektivu Brožek, Maleček, Houra vydal učebnice výtvarné výchovy pro 7., 8. a 9. ročník základní devítileté školy. Vytvořil kolekci temper a akvarelů nazvanou “Holky”, maloval krajinu i městská prostředí severních Čech, zahájil rozsáhlý cyklus abstraktních olejových maleb “Soustavný výzkum barevného čtverce”, v němž uplatnil své vědomosti získané studiem teorie barvy.

V roce 1970 byl v důsledku vyjádření nesouhlasu s invazí vojsk Varšavské smlouvy do Československa donucen odejít z pedagogické fakulty, pokračoval proto jako řadový učitel na základních školách, avšak v roce 1974 mu byla zakázána jakákoliv pedagogická činnost. Proto Jaroslav Brožek nastoupil jako písmomalíř do podniku Repro v Trmicích u Ústí nad Labem. Z této doby pochází série maleb trmických zákoutí a několik obrazů z cyklu “Soustavný výzkum barevného čtverce”. Zároveň neoficiálně vedl amatérské výtvarníky, nejprve ústecké, později litvínovskou skupinu Kontakt. Začal intenzivně pracovat na publikacích zabývajících se využitím barvy v uměleckém díle. 

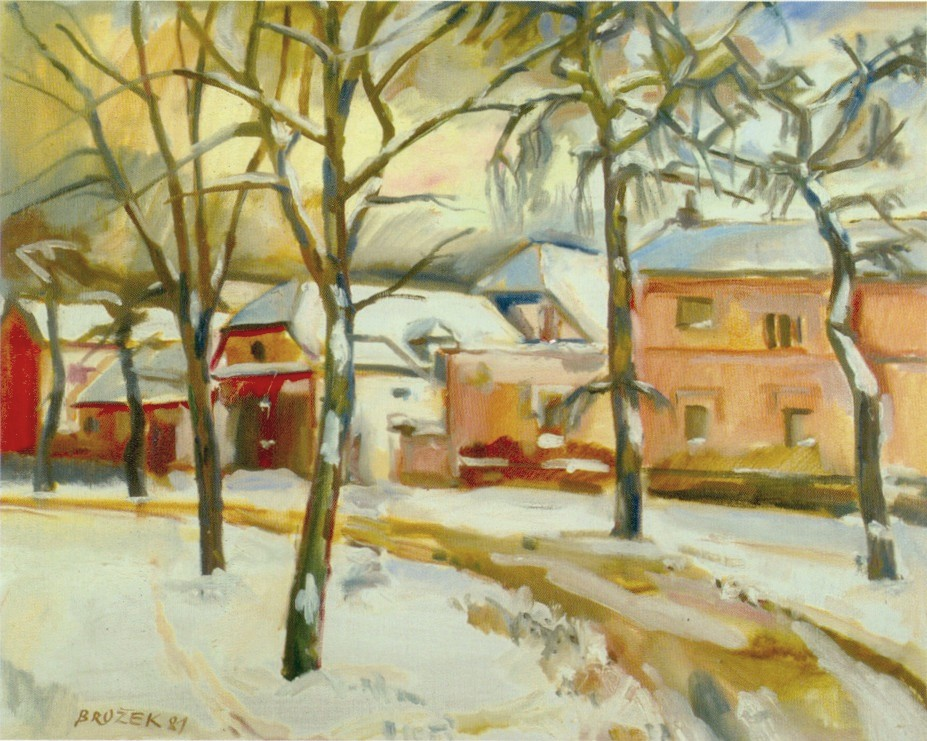
"Trmice, bývalý statek v zimě", 1981, olej, 50x65 cm;

 Některé z nich vydal pod krycím jménem své ženy, Ivany Brožkové (“Dobrodružství barvy”, “Barva a obraz”), u knihy “Jak namalovat krajinu” figuroval jako oficiální autor Josef Hron. Tyto publikace patří k základní literatuře využívané nejen školami pro výuku výtvarné výchovy, ale i amatérskými a profesionálními umělci.
Po změně politických poměrů byl Jaroslav Brožek v roce 1990 rehabilitován a přijat zpět na Pedagogickou fakultu v Ústí nad Labem. Na brněnské univerzitě získal titul PaedDr., na ústecké univerzitě se stal docentem. Ministrem školství Petrem Vopěnkou byl v roce 1992 jmenován profesorem. Pro ústeckou univerzitu získal doktorandské studium v oboru Teorie výtvarné výchovy. V roce 2005 opustil ze zdravotních důvodů pedagogickou fakultu, ale nadále působí jako školitel doktorandů. Kromě barvy se často věnoval i regionálním památkám a umělcům, o nichž napsal řadu novinových článků a knihu “Výtvarné Ústí, kronika výtvarného života v Ústí nad Labem 1918 až 1998”. Také dokončoval svůj dlouholetý cyklus maleb “Soustavný výzkum barevného čtverce”. Připravil pět samostatných výstav svých obrazů, dvě v Ústí nad Labem, dále v Teplicích, Chomutově a v Boskovicích.
Zemřel 22. ledna 2019 po těžké nemoci ve věku 95 let. Poslední rozloučení se konalo 29. ledna 2019 v obřadní síni starého krematoria v Ústí nad Labem-Střekově.

## Samostatné souborné výstavy
- 1998 Galerie Emila Filly, Ústí nad Labem
- 2006 Regionální muzeum a galerie, Teplice
- 2008 Galerie Špejchar, Chomutov
- 2009 Muzeum Boskovicka, Boskovice
- 2011 Muzeum města Ústí nad Labem, Ústí nad Labem

## Publikační činnost
- Česká krajinomalba. Liberec: SKN, 1964. 35 s.
- Výtvarná výchova (velká). Praha: SPN, 1962, kolektiv pod vedením Jaromíra Uždila, autorský podíl J. Brožka: 44 stran textu a 103 vyobrazení
- Výtvarná výchova v 7. ročníku ZDŠ. Praha: SPN, 1963, kolektiv autorů Brožek, Houra, Maleček
- Výtvarná výchova v 8. ročníku ZDŠ. Praha: SPN, 1964, kolektiv autorů Brožek, Houra, Maleček
- Výtvarná výchova v 9. ročníku ZDŠ. Praha: SPN, 1969, kolektiv autorů Brožek, Houra, Maleček
- Besedy o umění 6. 1. vyd. Praha: SPN, 1965, spolu s I. Zhořem, 2. vyd. Praha: SPN, 1968. 107 s.
- Besedy o umění 7. Praha: SPN, 1968, spolu s M. Hourou. 137 s.
- Barva v dětské malbě. Text ke kolekci diapozitivů. Praha: ÚKVČ, 1965.
- Sborník Pedagogického institutu v Ústí nad Labem. Praha: SPN, 1963. Řada metodicko-pedagogická: Prostorové zobrazování v 1. až 5. ročníku ZDŠ. str. 47 až 74.
- Sborník Pedagogického institutu v Ústí nad Labem. Praha: SPN, 1964. Sborník k výročí školy. *Separát str. 285 až 296: K otázce samostatné práce posluchačů (o uměleckých památkách regionu).
- Metodika výtvarné výchovy. Praha: SPN, 1963, kolektiv autorů Brožek, Houra, Maleček.
- Technické kreslení. Praha: SPN, 1965, kolektiv autorů pod vedením F. Zedníčka.
- Umění a výchova. Zpráva z XVIII. světového kongresu INSEA v Praze 1966. Praha: SPN, 1968, spolu s B. Malečkem. 259 s.
- Na pomoc učiteli. Sborník pedagogického institutu v Ústí nad Labem. Ústí nad Labem: ÚDVU, (bez vročení).
- Metodické stati k vyučování v 1. až 5. ročníku, spolu s B. Malečkem, str. 81 až 92.
- Sborník Pedagogické fakulty v Ústí nad Labem. Praha: SPN, 1967, řada výtvarné výchovy: Prostor v dětském výtvarném projevu, str. 45 až 93.
- Sborník Pedagogické fakulty v Ústí nad Labem. Praha: SPN, 1967, separát str. 285 až 296: K otázce samostatné práce posluchačů (o uměleckých památkách regionu).
- Sborník Pedagogické fakulty v Ústí nad Labem. Praha: SPN, 1969, Problematika barvy ve výtvarné výchově, str. 25 až 64.
- Nástěnné tabule k nauce o barvě s metodickým listem. 4 tabule formátu A1. Praha: Koménium, 1971, Metodický list Nauka o barvě. 17 s.
- Úvod do výtvarnej teórie farby. Banská Bystrica: Učebné pomôcky, 1976, krycí autor Ivana Brožeková, včetně 20 tabulí formátu B3 a metodický list. 62 s.
- Jak namalovat krajinu. 1. vyd. Praha: SPN, 1978, krycí autor Josef Hron. 2. vydání Praha: SPN, 1989. 294s.
- Barva a obraz. Praha: ÚKVČ, 1980, krycí autor Ivana Brožková. 35 s.
- Dobrodružství barvy. Praha: SPN, 1978. Krycí autor Ivana Brožková. 285 s.
- Výtvarná výchova v 6. ročníku ZŠ. Výtvarné umění a životní sloh, doprovodný text k diapozitivům. Praha: Koménium, 1979. Krycí autor I. Brožková a J. Voseček. 31 s.
- Obrazy a barva, text k 10 obrazům, Ústí nad Labem: UJEP, 1995. 70 s.
- Uvedení do práce s barvami, Ústí nad Labem: UJEP, 1995. 200 s.
- Výtvarné Ústí, kronika výtvarného života v Ústí nad Labem 1918 až 1998, Ústí nad Labem: Magistrát města Ústí nad Labem, 1999.172 s.
- Glosy k výtvarné výchově, Ústí nad Labem: UJEP, 2001. 75 s.
- Výtvarná výchova a barva, Ústí nad Labem: UJEP, 2004. 180 s. a 49 vyobrazení na CD-R.